# Borboroides stanoichi
Borboroides stanoichi är en tvåvingeart som beskrevs av Mcalpine 2007. Borboroides stanoichi ingår i släktet Borboroides och familjen myllflugor. Inga underarter finns listade i Catalogue of Life.